# 피터 러브시

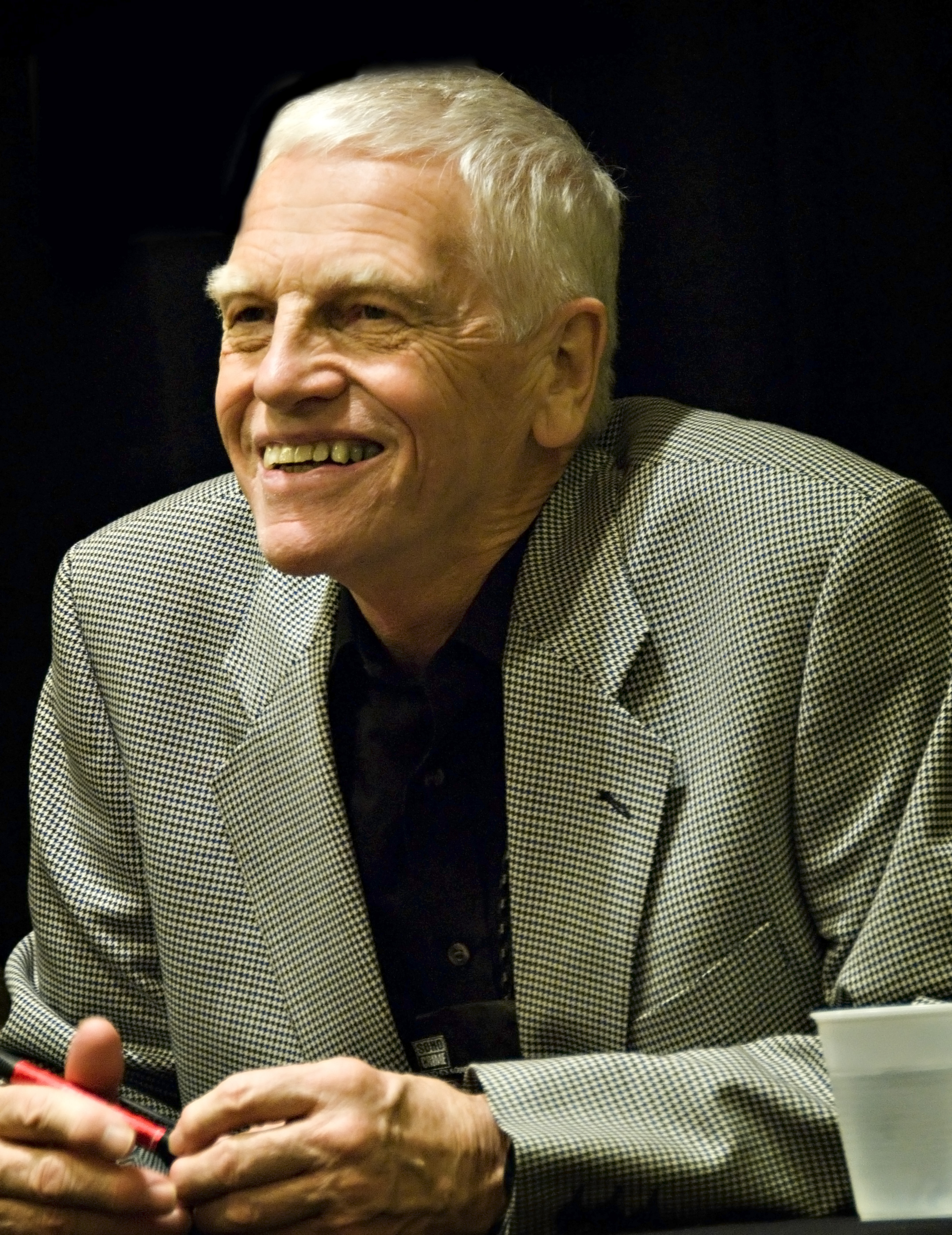

피터 러브시(Peter Lovesey, 본명: 피터 하머 러브시, 본명 영어: Peter Harmer Lovesey, 1936년 9월 10일 ~ 2025년 4월 10일)는 필명 피터 리어(Peter Lear)로도 알려진 영국의 역사 및 현대 탐정 소설 작가이다. 그의 가장 유명한 시리즈 캐릭터로는 런던을 배경으로 한 빅토리아 시대 형사 크립 경사와 바스를 배경으로 한 현대 형사 피터 다이아몬드가 있다. 그는 또한 세계 최고의 육상 통계학자 중 한 명이었다. 러브시는 2025년 4월 10일 88세의 나이로 췌장암으로 사망했다.